# Palača Pitteri, Trst
Palača Pitteri stoji na Trgu Unità v Trstu. Ta trg, največji v mestu, je obdan s sedmimi palačami, ki spadajo med najzanimivejša mestna poslopja, in sicer: Občinska palača na dnu trga, nasproti morja, na njeni desni palače Modello, Stratti in Vladna palača, na njeni levi palače Pitteri, Vanoli in Lloyd.
Najstarejša od teh zgradb in v notranjosti najbolj umetniško dovršena je gotovo palača Pitteri. Zgrajena je bila na ostankih starega rimskega pomola po načrtu Ulderica Mora iz leta 1780 za mestnega veljaka Domenica Plenaria. Ob priliki raznih splošnih prenovitev trga iz devetnajstega in dvajsetega stoletja so bile vse ostale zgradbe na trgu porušene ali prestavljene. Palača Pitteri je bila edina, ki je ostala vedno nespremenjena na svojem mestu, kakor bi bila to edina nedvomno temeljna vrednost celotnega sklopa. Upoštevanje njene važnosti je treba pripisati predvsem dragocenim freskam, ki krasijo notranjost palače in niso na ogled.
Poleg ostankov arhitekture prejšnjih stoletij je v gradnji že razviden neoklasični stil, v katerem so bile potem sezidane vse važnejše palače Trsta. Obiskovalci se o tem lahko prepričajo takoj ob vhodu v stavbo, saj je elegantna veža, centralni del palače, naravno osvetljena preko steklenega stropa. Vendar je pa to tudi vse, kar se danes da videti, saj je poslopje privatno in torej ni na razpolago obiskovalcem.